# STX Corporation
STX Corporation (tidligere Ssangyong Heavy Industries) er et sydkoreansk konglomerat (chaebol) og holdingselskab. Fra hovedsædet i Gyeongsangnamdo styrer koncernen sine forretninger gennem to divisioner: Handel og skibsvedligeholdelse. Handelsdivisionen tilbyder shipping og energimaterialer såsom kul, olie, stål og andet. Skibsvedligeholdelsesdivsionen tilbyder lasthåndtering, marine-teknologi, forsikring, besætningshåndtering og andre relaterede services. STX har fire lokale datterselskaber STX Offshore & Shipbuilding, STX Engine, STX Heavy Industries, STX PanOcean og STX Energy. STX Offshore & Shipbuilding er verdens fjerde største skibsbygger. I 2008 blev den norske skibsbygger Aker Yards overtaget af STX, hvorefter navnet blev ændret til STX Europe. STX Europe er Europas næststørste skibsbygger efter italienske Fincantieri. Aker Yards har teknisk erfaring med byggeri af cruise-skibe. Kapitalen til opkøbet af Aker Yards blev skaffet ved en aktieemission.

## Koncernens forretningsområder
- Skibsbyggeri
- Offshore
- Dieselmotorer til skibe og militær
- Dieselgeneratorer
- Industrielle anlæg
- Konstruktion
- Energi
- Shipping
- Elektronisk udstyr (TASS, TACM, Radar..)

Skibsbyggeri
- STX Offshore & Shipbuilding
- STX Europe
- STX Dalian
- STX-VINA Heavy Industry co.
- Far Eastern Shipyard-STX

Motorer
- STX Engine
- STX Metal
- STX Heavy Industries (Store motorer)

Konstruktion & anlæg
- STX Construction
- STX Heavy Industries.

Energi
- STX Energy
- STX Solar
- Tiger Oil

Shipping
- STX Pan Ocean

Bank
- Heungguk Mutual Savings Bank